# Белзма
Национален парк Белзма е един от най-важните национални паркове в Алжир. Разположен е в провинция Батна. Създаден през 1984, Белзма се простира на площ 262,5 км². На територията на парка живеят 447 видове растения (14% от общия национален брой) и 309 видове животни, 59 от които са защитени.